# عبد الرحمن الربيعي
عبد الرحمن إبراهيم الربيعي، (1891=1892 - 2 يونيو 1982)، راوية وشاعر نبطي سعودي ومدون للشعر، ومهتم بالأخبار والتاريخ النجدي، يلقب بـ «صناجة عنيزة».

## ولادته ونشأته
ولد الربيعي عام 1309هـ في حي الخريزة في مدينة عنيزة بمنطقة القصيم، ويعود نسبه إلى آل جناح من الجبور من بنو خالد. نشأ في كنف والده الذي كان صديقاً وراوية للشاعر محمد العبد الله القاضي. وله من الأخوة القاضي والناسخ عبدالله بن إبراهيم بن محمد الربيعي. وأخته الصغرى معلمة الصغار نورة بنت إبراهيم الربيعي والمولودة عام 1315 هـ. كان عبدالرحمن الربيعي يرافق والده إلى مجالس أصدقائه من الشعراء والرواة واستفاد من مجالستهم بالحفظ عنهم وتدوين الكثير من الأخبار والأشعار.

## مخطوطاته أشعاره
وقدرت عدد مخطوطات عبدالرحمن الشعرية المنسوخة من قبله ما يزيد عن ستين مخطوطة، وكان ملهمًا لمن قدموا بعده من مؤلفي الشعر النبطي النجدي. ويحسب للربيعي محافظته على الفن الشعبي في عنيزة والمسمى لحن الدِيوَنه. ومن أهم انتاجاته مخطوطة (البحر الزاخر من شعراء الأوائل والأواخر) وهي مكونة من عدة مجلدات ضمت عدد كبير من قصائد الشعراء السعوديين عبر مختلف العصور. وممن اعتبروه مرجعا أساسيا لهم سعد الصويان وابن خميس.
تركز نظمه للشعر على رواية أحداث حياته والمواقف التي يمر بها، وحينما أصيب بداء الماء الأبيض في عينيه، حزن لكونه معتمدًا عليهما في عمله الكتابة، فكتب قصيدته الملقب بها (صناجة عنيزة). إلا أن العملية لم تتكلل بالنجاح فاستمر بالكتابة وهو لا يرى خطه. إلى جانب شغفه بالمخطوطات والتدوين، تعلم حرفة البناء وبنى مقصورة من ثلاثة طوابق في مزرعة بوادي أبو علي في عنيزة.
تتواجد بعض مخطوطات الربيعي الأصلية حاليا في مركز ابن صالح في مدينة عنيزة ومكتبة الملك فهد الوطنية.
قال عنه محمد العبودي في كتابه معجم أسر عنيزة: "كان سمح الخلق، سخي النفس بالكتب لذلك خرجت من عنده عدة مجلدات غير متشابهة لأنه يجمع الشعر جمعاً، كما أن بعض الدفاتر الكبيرة التي كتبها قد استعارها بعض الناس منه ولم يعدها إليه".

## العائلة
رزق عبدالرحمن بعدة أبناء، منهم إبراهيم، أحمد وآخر يدعى عبد الله والذي انهى دراسته العليا في جامعة السوربون ثم عمل أستاذاً في جامعة الإمام وعين لاحقاً عميداً للبحث العلمي.

## الشعر
من أشعار عبدالرحمن الربيعي:
- اقفي عن المقفي غلى شفت ضيله   والعين الي اوذت بالوجع مرخص له[12]
- اصبر ولو كان الصبر مر في فاك       وافهم ترن الصبر حلو عقيبه
- بانت موار الصد وارسوم الابعادي  وانهل دمعي فوق الاوجان وانقادي

## كتب مؤلفة عن الشاعر
- صناجة عنيزة: الشاعر، الراوية عبد الرحمن بن إبراهيم الربيعي، ١٣٠٩-١٤٠٢ ھ. الكاتب: عبدالله بن عبدالرحمن الربيعي.